# Папуанска кина
Кина (енгл. Papua New Guinean kina) је званична валута Папуе Нове Гвинеје. Дели се на 100 тоеа. Име потиче од шкољке кина која се користила као средство плаћања на острву Нова Гвинеја. Пре кине званично средство плаћања био је аустралијски долар а пре њега новогвинејска фунта и новогвинејска марка. Међународни код валуте је PGK а симбол K.
Новац издаје Банка Папуе Нове Гвинеје. Инфлација у 2007. износила је 1,8%.
Новчанице се издају у апоенима од 2, 5, 10, 20, 50 и 100 кини а ковани новац у апоенима од 1 и 2 кини као и 5, 10, 20 и 50 тоеа.